# 鍋田恭孝
鍋田 恭孝（なべた やすたか、1947年－）は、日本の医学者、精神科医。青山渋谷メディカルクリニック名誉院長。2012年度まで立教大学現代心理学部教授。医学博士（慶應義塾大学・1983年）。愛知県生まれ。
思春期専門外来、心身症専門外来、うつ病専門外来を担当。神経症、うつ病、ひきこもり、心身症などの治療研究を行っている。

## 略歴
愛知県生まれ。慶應義塾大学医学部卒業。慶應義塾大学精神神経科入局。慶應義塾大学助手、慶應義塾大学講師、を経て、1984年宇都宮大学保健管理センター助教授。1987年藤田学園保健衛生大学医学部専任講師、1990年防衛医科大学校精神科講師、1997年大正大学教授、2006年立教大学現代心理学部教授、青山メディカルクリニック院長 などを歴任。

## 学会
- 日本サイコセラピー学会常任理事
- 日本うつ病学会評議員
- 日本心身医学会評議員[1]

## 著書
- 『うつ病がよくわかる本 —うつ病の本質・うつ病からの立ち直り方・うつ病のあるべき治療』日本評論社、2012年9月。ISBN 9784535983571。
- 『悩む子どもを育てる親 子どもの才能を伸ばす親ー養育能力格差社会の光と影』日本評論社、2019年12月。ISBN 9784535563674
- 『実践　心理療法ー治療に役立つ統合的・症状別アプローチ』、金剛出版、2016年9月9日。ISBN 9784772415149
- 『子どものまま中年化する若者たち　根拠なき万能感とあきらめの心理』、幻冬舎、2015年7月29日。ISBN 9784344983878
- 『10歳までの子を持つ親が知っておきたいこと』、講談社、2015年8月７日。ISBN 9784062597173
- 『変わりゆく思春期の心理と病理ー物語れない・生き方がわからない若者たち』、日本評論社、2007年３月１日。ISBN 9784535562516
- 『身体醜形障害ーなぜ美醜にとらわれてしまうのか』、講談社、2011年８月26日。ISBN 9784062597005
- 『対人恐怖・醜形恐怖ー「他者を恐れ・自らを嫌悪する病い」の心理と病理』金剛出版、1997年１２月１日。ISBN 9784772405638